# P.E.A.C.E. Plan
O P E A C E Plan é um programa humanitário de desenvolvimento para igrejas e uma  missão  cristã evangélica da Saddleback Church em  Lake Forest em California nos Estados Unidos.

## História
O P.E.A.C.E. Plan tem origem na leitura de um artigo sobre órfãos de síndrome da imunodeficiência adquirida na África por Kay, esposa de pastor batista Rick Warren e uma reunião de 2003 do casal com um pastor de um município de Joanesburgo na África do Sul.  O programa foi fundado no mesmo ano pela [Saddleback Church] e Warren para combater cinco desafios de desenvolvimento.   Por 18 meses, os programas piloto foram testados com a geminação de aldeias com pequenos grupos da igreja. 
Em 2005, o programa foi estabelecido em Ruanda, que foi o primeiro parceiro permanente. 
Em 2008, depois de ouvir comentários dos líderes da igreja em vários países sobre a eficácia do programa, Rick Warren fez várias correções no programa, incluindo a adição do componente de reconciliação da igreja. 

## Programas
Os cinco desafios do programa são :
1. vazio espiritual;
2. liderança egocêntrica;
3. pobreza extrema;
4. doenças pandêmicas;
5. analfabetismo e falta de educação.

Os cinco objetivos do programa são
 :
1. Plantar ou apoiar igrejas para a reconciliação: Apoie ou plante igrejas fornecendo recursos para combater o racismo e a injustiça.
2. Equipe os líderes da igreja: forneça treinamento de liderança.
3. Ajudando os pobres: apóie grupos de poupança, projetos comerciais e órfãos.
4. Cuidar dos doentes: Apoiar o acesso à água potável, saneamento, cuidados de saúde mental, pessoas que vivem com o síndrome da imunodeficiência adquirida.
5. Educar a próxima geração: apoiar programas de alfabetização em inglês.

Na luta contra a pobreza na África, o programa prioriza a manutenção do contato dos órfãos da Aids com suas comunidades, confiando-os a famílias anfitriãs e evitando a construção de orfanatos. 

## Comentários
Em 2009, um estudo realizado pela Universidade Nacional de Ruanda observou que o componente de saúde do programa, em Karongi (distrito) em Ruanda, apresentava certas fraquezas, incluindo a falta de cooperação entre as igrejas de nomes diferentes, falta de pessoal para gerenciar dados de avaliação de desempenho e relutância em colaborar com grupos seculares (governos, ONGs, universidades).  Em 2020, o Plano PEACE publicou um relatório de progresso anual que inclui uma lista de parceiros, onde cada país é emparelhado com uma igreja americana diferente e está sujeito à avaliação do programa por número igrejas e pessoas treinadas, bem como avanço no treinamento. 